# Siège baquet
Pour les articles homonymes, voir Baquet (homonymie).

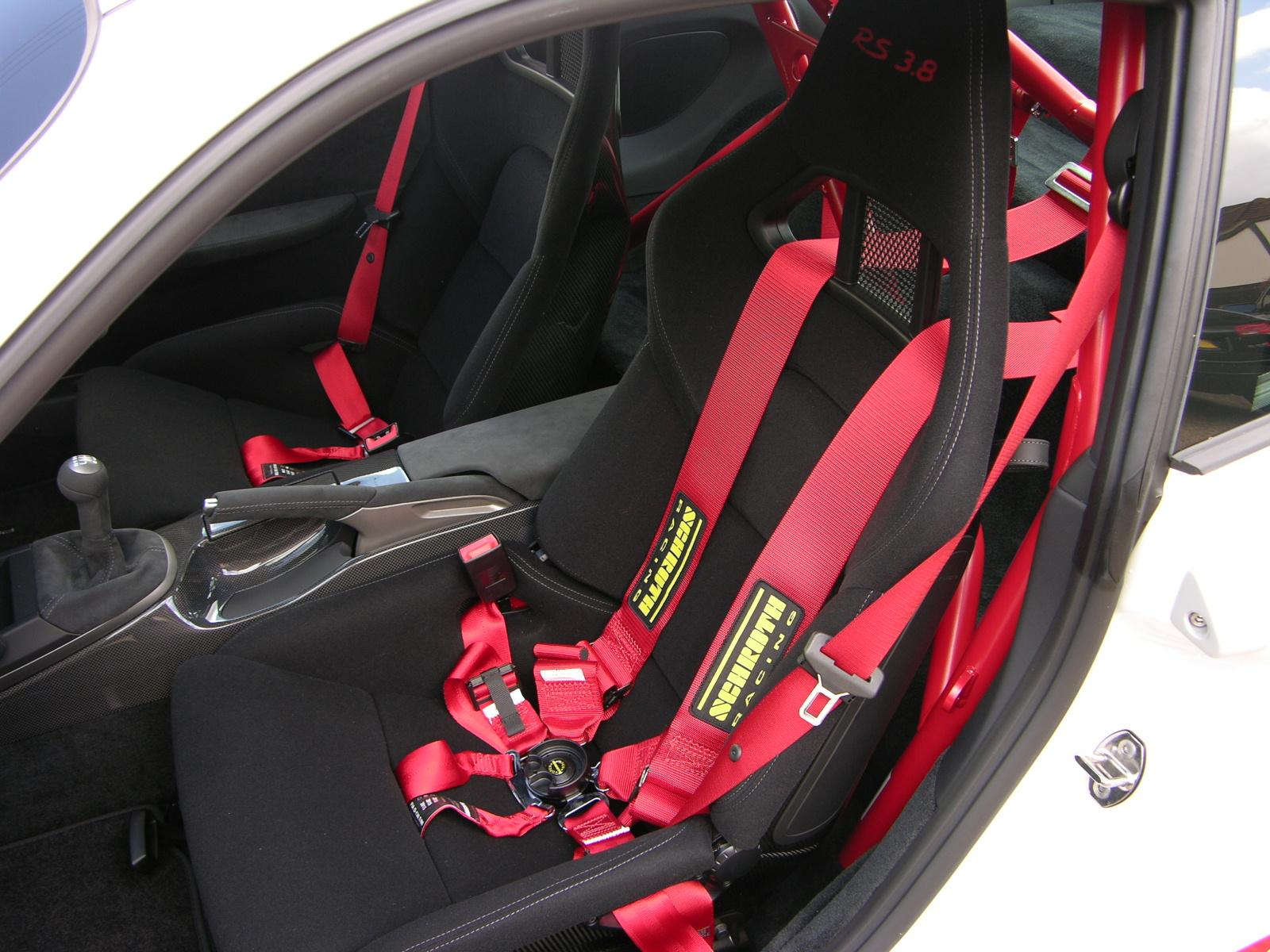
Siège baquet muni d'un harnais Schroth à six points dans une Porsche 997 GT3 RS 3.8.

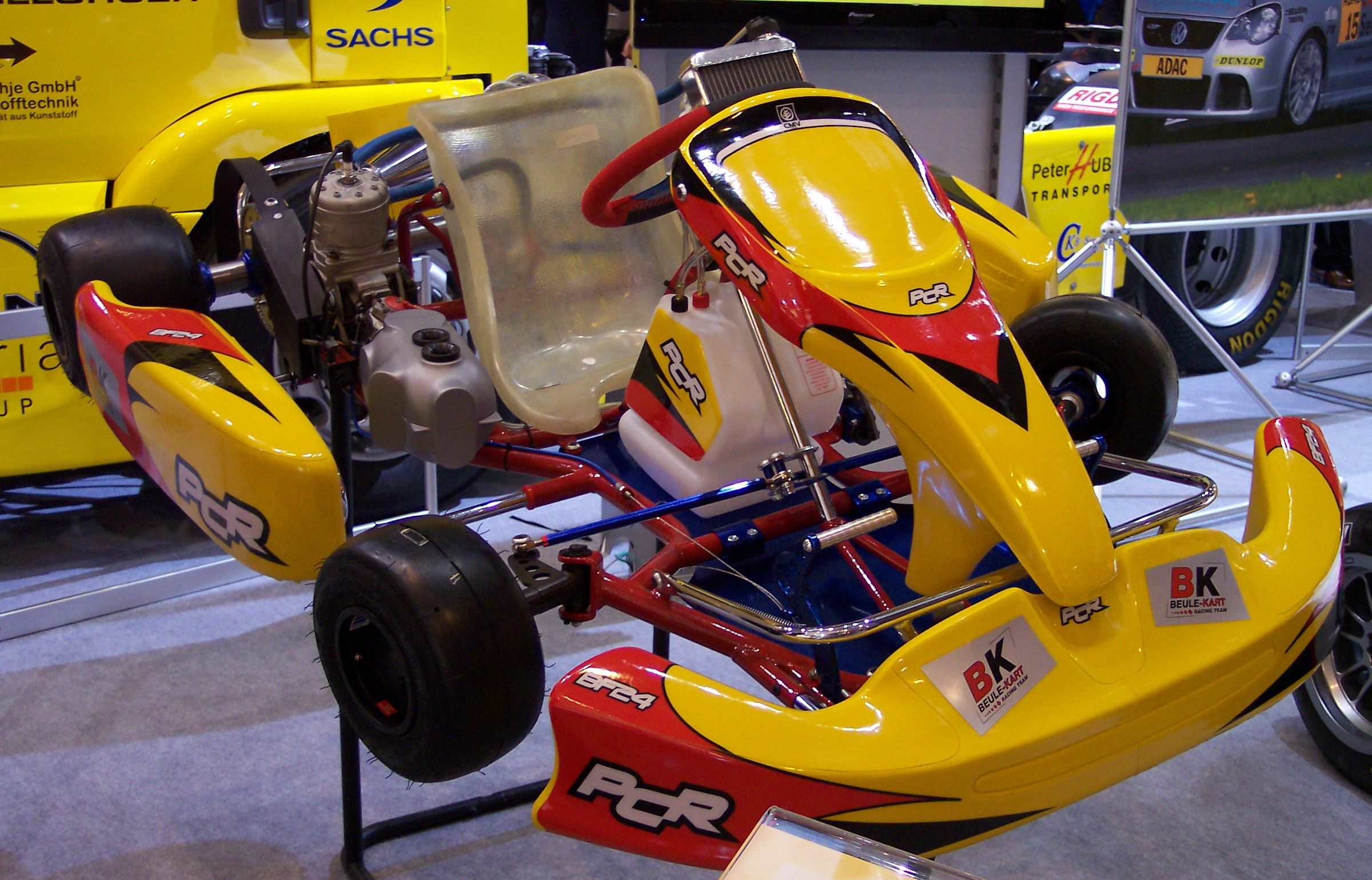
Siege baquet d'un karting de compétition (2006).

Un siège baquet, souvent simplement appelé « baquet », est un siège de véhicule individuel très enveloppant, différent des banquettes ou des sièges individuels classiques que l'on trouve dans les véhicules. Les sièges baquets sont indispensables en compétition automobile (voitures de course) et sur les voitures de sport puissantes pour maintenir le pilote (et les passagers) dans les virages.
Apparus vers 1960, les noms « baquet » ou « siège baquet » désignent un « siège bas très emboîtant des voitures de course et de sport ». Selon l'Oxford English Dictionary, ce nom dérive en partie du nom du récipient (le baquet) car « il a presque la même forme ».

## Description
Le siège baquet se distingue d'un siège normal par sa forme enveloppante, en particulier sur les côtés au niveau des hanches, et la présence de harnais empêchant tout mouvement du tronc (du bassin aux épaules) et permettant au pilote/passager de faire corps avec le siège, donc avec le véhicule. La forme du siège doit épouser précisément la forme du corps du pilote et être parfaitement adaptée à sa corpulence, dans le but d'offrir un maintien parfait, notamment latéral, lors de l'effet de la force centrifuge dans les virages. Dans la compétition de haut niveau, comme la Formule 1, le baquet fait l'objet d'un moulage sur le pilote en position de conduite, il doit de plus être extractible en cas d'accident par les commissaires de course.
Le siège baquet comporte des ouvertures qui permettent de faire passer les sangles des harnais 3, 4 ou 5 points, ce qui augmente considérablement la sécurité. Le siège baquet se caractérise également par son faible poids (comparé à un siège normal), comme pour tous les équipements dédiés aux sports mécaniques. Sur les véhicules de course où le pilote est assis en position droite (comme en rallye, WTCC, ou en Nascar par exemple), le siège est haut pour protéger les épaules, la tête, et le cou, des « oreilles » enveloppant le casque.
Moyennant des fixations adaptées, un siège baquet peut techniquement être installé sur tout type de véhicule.
En karting, le siège baquet est dépourvu de harnais.

## Normes
En compétition, les sièges font l'objet de normes précises pour des raisons de sécurité. La Fédération internationale de l'automobile (FIA), par exemple, délivre des labels d'homologation aux sièges utilisés dans les épreuves de ses championnats.